# 安倍昭惠
安倍昭惠（日语：／ Abe Akie *，1962年6月10日—），前任日本內閣總理大臣安倍晋三遗孀，森永製菓株式会社家族千金。

## 生平
昭惠本姓松崎，出身于极度显赫的森永家族，森永製菓株式会社是日本最具影响力的食品厂家之一。昭惠父親是森永製菓前社長松崎昭雄，外祖父森永太平是森永製菓第三任社长，外曾祖父森永太一郎是森永製菓创始人兼首任社长。
松崎昭惠曾任职于日本最大的广告公司电通公司、1998年到2002年，安倍昭惠还在山口县的一家FM电台当过DJ。1987年6月9日与當時擔任眾議員安倍晉太郎秘書官的安倍晋三结婚，無子女，养着一条狗，和安倍的母亲安倍洋子（岸信介的長女）住在一起。

## 轶闻

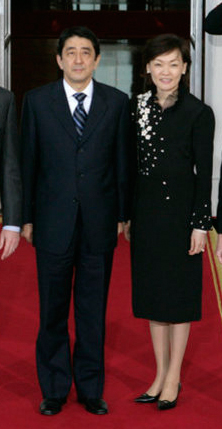
安倍晋三夫妇（摄于2007年，美国白宫）

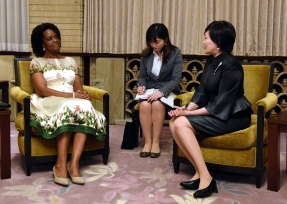
正在與辛巴威總統夫人格蕾絲·穆加貝晤談中的安倍昭惠（攝於2016年）

- 2006年12月，为了支援就任首相的丈夫，她在网上开了自己的的網誌，名为“安倍昭惠的Smile Talk”，但由于其中炫耀自家生活的内容，反而招致外界批评[2][3]。2011年11月12日后，她不再打理此Blog，转而在Facebook上更新内容。

- 安倍夫人与安倍晋三政见不同，并曾就核电、跨太平洋夥伴關係等问题公开唱反调[4]，外界对其有“家庭内在野党”之称[5]。

- 安倍夫人是性少数群体与LGBT群体的支持者，她在2014年8月27日参加了东京的骄傲游行并表示了她支持日本LGBT群体追求更广泛的权利。[6]

- 2016年8月22日，当安倍晋三正在巴西里约热内卢出席奥运会闭幕式时，安倍夫人前往美国夏威夷珍珠港并向遇难美军士兵敬献鲜花。[7]

- 2023年7月中旬，安倍昭惠訪問台灣，並到高雄安倍晉三銅像獻花致意。

## 荣誉

### 外国勋章奖章
- 科特迪瓦功绩指挥官勋章（英语：Order of Ivory Merit）（科特迪瓦，2014年1月10日于阿比让颁发[8]）

## 外部連結
- 安倍昭惠的微笑對話
- 安倍昭惠的Facebook專頁
- UZU（うず） | 安倍昭恵 | 神田の和食居酒屋 | 無添加無農薬の国産食材（页面存档备份，存于）

| 官衔                              | 官衔                           | 官衔              |
| --------------------------------- | ------------------------------ | ----------------- |
| 前任： 森智惠子 （2000年—2001年） | 內閣總理大臣夫人 2006年—2007年 | 繼任： 福田貴代子 |
| 前任： 野田仁實                   | 內閣總理大臣夫人 2012年—2020年 | 繼任： 菅真理子   |

1. ↑  2001年至2006年的日本首相小泉純一郎在任職期間未婚，職務空缺。